# Neuenkirchen (Rügen)
Neuenkirchen è un comune del Meclemburgo-Pomerania Anteriore, in Germania.

Appartiene al circondario (Landkreis) della Pomerania Anteriore-Rügen (targa RÜG) ed è parte della comunità amministrativa (Amt) di West-Rügen.